# Laguenne
Laguenne est une commune française située dans le département de la Corrèze en région Nouvelle-Aquitaine. Depuis le 1er janvier 2019, elle est une commune déléguée de Laguenne-sur-Avalouze.
Ses habitants sont appelés les Guennois et les Guennoises.

## Géographie
Cette commune est située au confluent de la Montane et de la Saint-Bonnette. Le cours d'eau qui en résulte, Montane pour certaines sources, Saint-Bonnette pour d'autres, se jette dans la Corrèze, à l'extrême nord-ouest du territoire communal, en limite de Tulle.

### Communes limitrophes

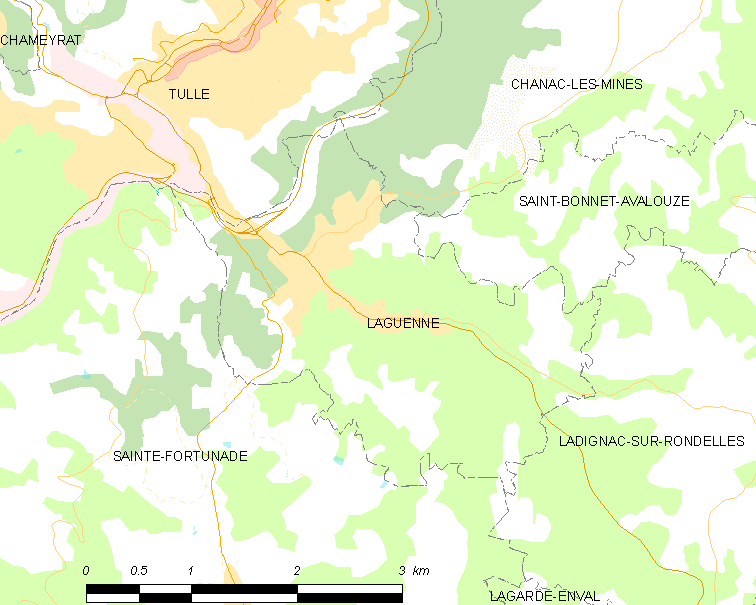
Carte de la commune.

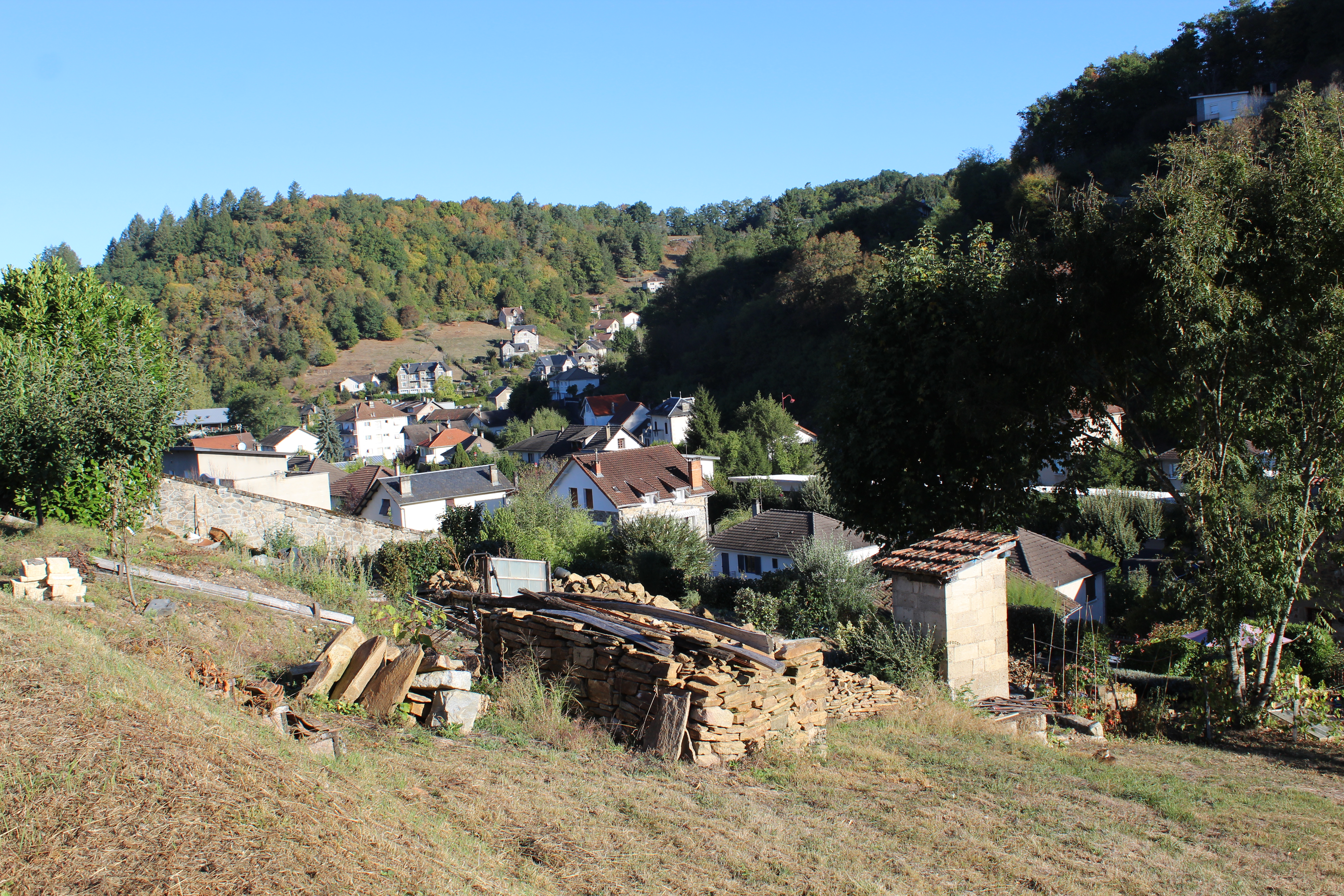
Panorama du bourg.

| Tulle            | Chanac-les-Mines | Saint-Bonnet-Avalouze  |
|                  | Laguenne         |                        |
| Sainte-Fortunade |                  | Ladignac-sur-Rondelles |

## Histoire
Laguenne viendrait d'une déesse gauloise, Aggena (probablement celle de l'eau).
L'église de Laguenne, tout comme celles de Mozac et du Monastier-sur-Gazeille, aurait été fondée par saint Calmin au VIIe siècle. D'ailleurs, le territoire communal de Laguenne contient un lieu-dit appelé Saint-Calmine.
Le 1er janvier 2019, la commune fusionne avec Saint-Bonnet-Avalouze pour former la commune nouvelle de Laguenne-sur-Avalouze dont la création est actée par un arrêté préfectoral du 5 novembre 2018.

## Politique et administration

### Liste des maires

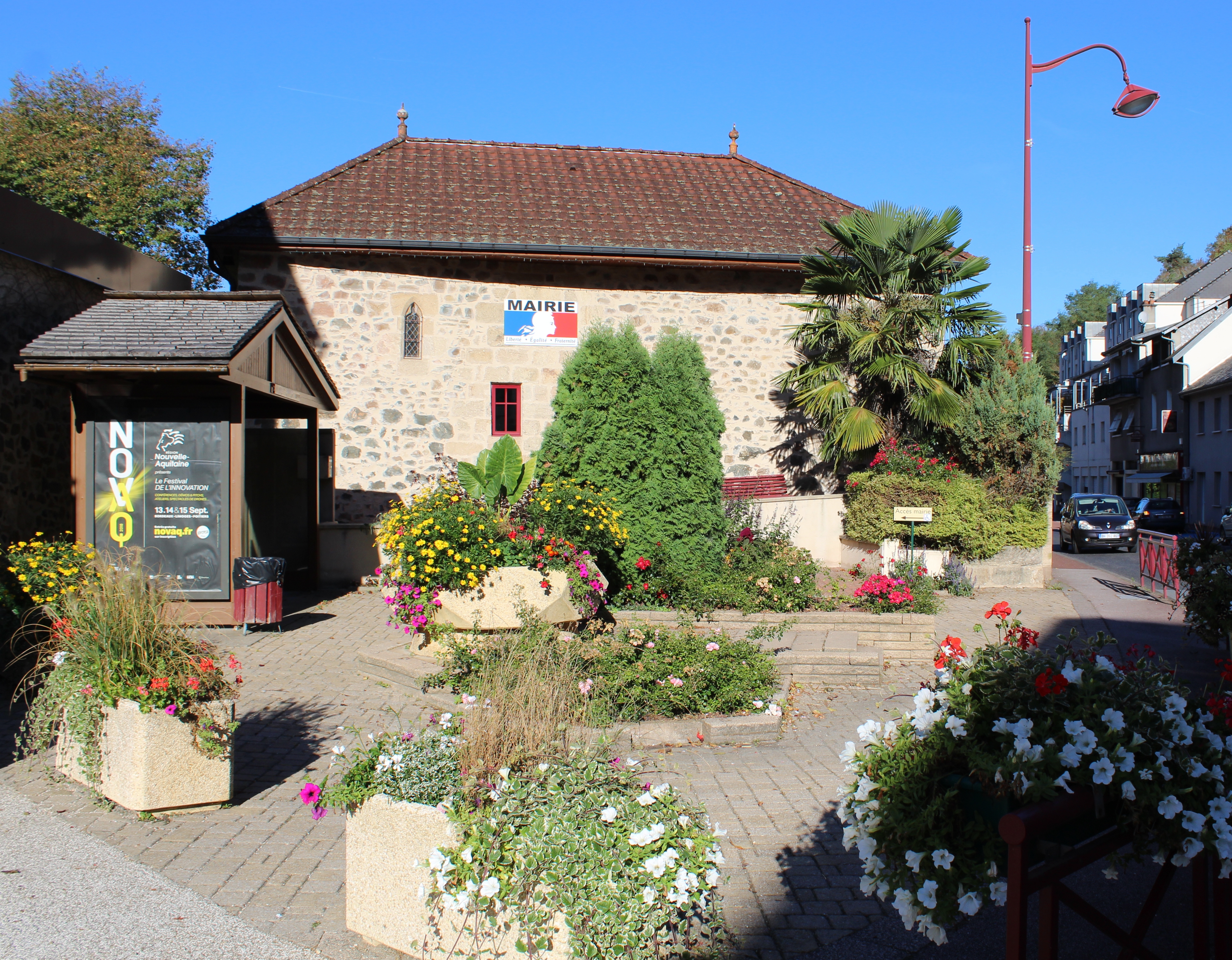
La mairie.

En 2010, la commune de Laguenne a été récompensée par le label « Ville Internet @ ».
| Période | Période       | Identité                                     | Étiquette | Qualité                                                                                   |
| ------- | ------------- | -------------------------------------------- | --------- | ----------------------------------------------------------------------------------------- |
| 1808    | 1815          | Joseph Saint-Priest de Saint-Mur             |           | Avant le 22 février 1808, Laguenne était rattachée à la commune de Tulle.                 |
| 1815    | 1817          | Jacques François de Bardoulat de La Salvanie |           | Démissionne 15-05-1817 pour rester capitaine de la garde à cheval.                        |
| 1817    | 1824          | Nicolas Puymège                              |           |                                                                                           |
| 1824    | 1826          | Pierre Vergne                                |           |                                                                                           |
| 1826    | 1842          | Jacques de Bardoulat de La Salvanie François |           |                                                                                           |
| 1842    | 1848          | Antoine Margerie                             |           |                                                                                           |
| 1848    | 1855          | Martin Roche                                 |           |                                                                                           |
| 1855    | 1864          | Antoine Margerie                             |           |                                                                                           |
| 1864    | 1870          | Martin Roche                                 |           |                                                                                           |
| 1870    | 1875          | Camille André Martial Pastrie                |           |                                                                                           |
| 1875    | 1876          | Martin Roche                                 |           |                                                                                           |
| 1876    | 1878          | Camille André Martial Pastrie                |           |                                                                                           |
| 1878    | 1878          | Antoine Margerie                             |           | Élu le 21/01/1878 démissionne le 08-02-1878.                                              |
| 1878    | 1900          | Joseph Margerie                              |           |                                                                                           |
| 1900    | 1904          | Pierre Ganière                               |           |                                                                                           |
| 1904    | 1906          | Pierre Bordes                                |           |                                                                                           |
| 1906    | 1908          | Pierre Neupont                               |           |                                                                                           |
| 1908    | 1911          | Pierre Bordes                                |           |                                                                                           |
| 1911    | 1912          | Martin Lacombe                               |           |                                                                                           |
| 1912    | 1925          | Henri de Chammard                            | Rad.      | Conseiller général de Tulle Sud.                                                          |
| 1925    | 1945          | Auguste Debat                                |           |                                                                                           |
| 1945    | 1947          | Ismael Darquies                              |           |                                                                                           |
| 1947    | 1962          | Pierre Marthon                               |           | Décède le 21 septembre 1962.                                                              |
| 1962    | 1965          | Baptiste Drigout                             |           |                                                                                           |
| 1965    | 1977          | Pierre Roussarie                             |           |                                                                                           |
| 1977    | 1989          | Emile Chèze                                  |           |                                                                                           |
| 1989    | décembre 2018 | Roger Chassagnard                            | PS        | Conseiller général de Tulle campagne sud (2008-2015) Conseiller départemental depuis 2015 |

## Démographie
L'évolution du nombre d'habitants est connue à travers les recensements de la population effectués dans la commune depuis 1793. Pour les communes de moins de 10 000 habitants, une enquête de recensement portant sur toute la population est réalisée tous les cinq ans, les populations de référence des années intermédiaires étant quant à elles estimées par interpolation ou extrapolation. Pour la commune, le premier recensement exhaustif entrant dans le cadre du nouveau dispositif a été réalisé en 2008.

En 2016, la commune comptait 1 329 habitants, en évolution de −9,28 % par rapport à 2010 (Corrèze : −0,59 %, France hors Mayotte : +2,11 %).
| 1793 | 1821 | 1831 | 1836 | 1841 | 1846 | 1851 | 1856 | 1861 |
| ---- | ---- | ---- | ---- | ---- | ---- | ---- | ---- | ---- |
| 619  | 743  | 821  | 913  | 899  | 931  | 914  | 825  | 954  |

| 1866 | 1872  | 1876  | 1881  | 1886  | 1891  | 1896  | 1901  | 1906 |
| ---- | ----- | ----- | ----- | ----- | ----- | ----- | ----- | ---- |
| 919  | 1 019 | 1 057 | 1 041 | 1 038 | 1 156 | 1 071 | 1 032 | 984  |

| 1911 | 1921 | 1926 | 1931 | 1936 | 1946  | 1954  | 1962  | 1968  |
| ---- | ---- | ---- | ---- | ---- | ----- | ----- | ----- | ----- |
| 951  | 925  | 908  | 922  | 967  | 1 175 | 1 194 | 1 322 | 1 455 |

| 1975  | 1982  | 1990  | 1999  | 2006  | 2008  | 2013  | 2016  | - |
| ----- | ----- | ----- | ----- | ----- | ----- | ----- | ----- | - |
| 1 610 | 1 511 | 1 467 | 1 453 | 1 467 | 1 471 | 1 341 | 1 329 | - |

## Lieux et monuments
- L'église saint-Martin, église romane du XIIe siècle .

### Galerie

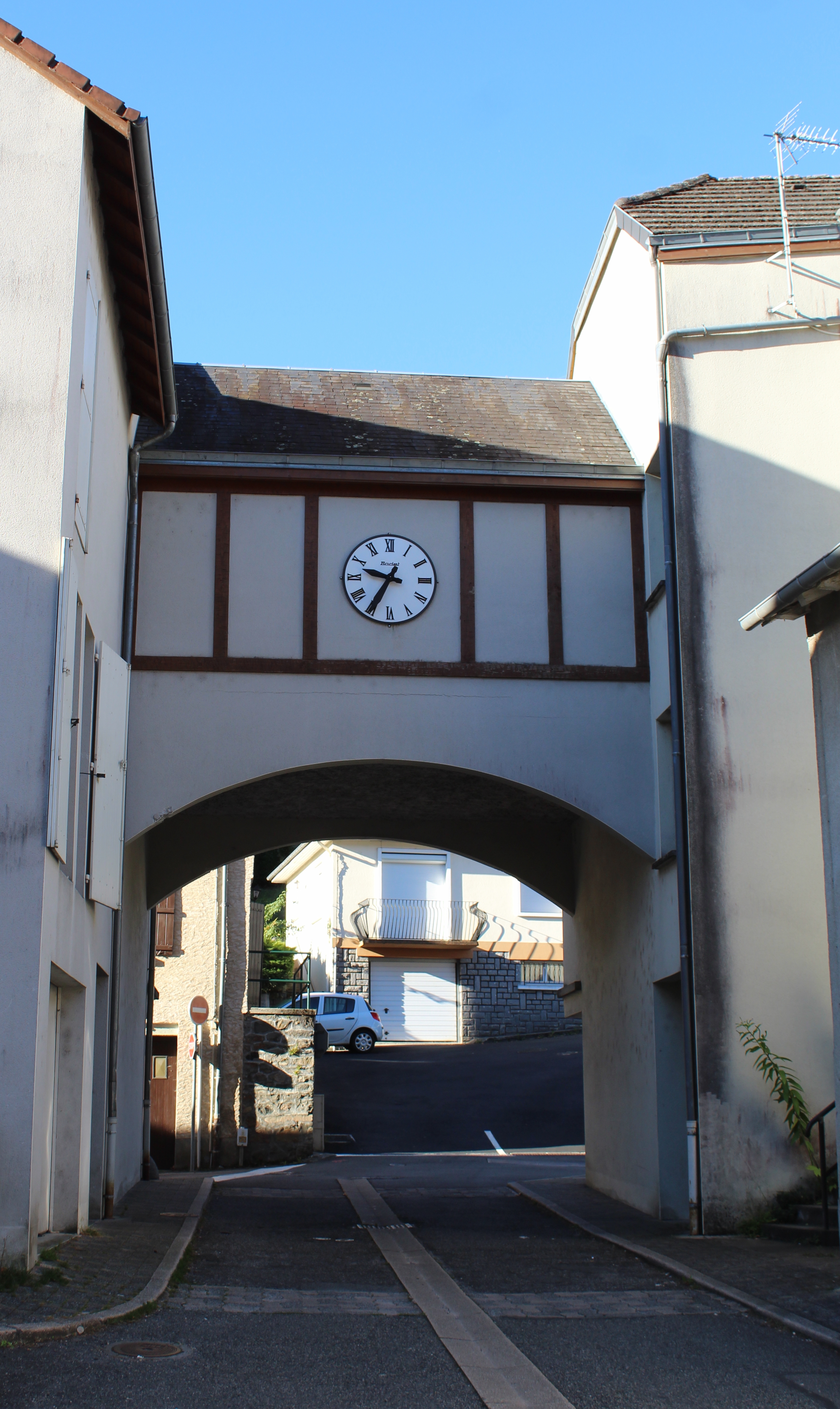
Passage couvert.
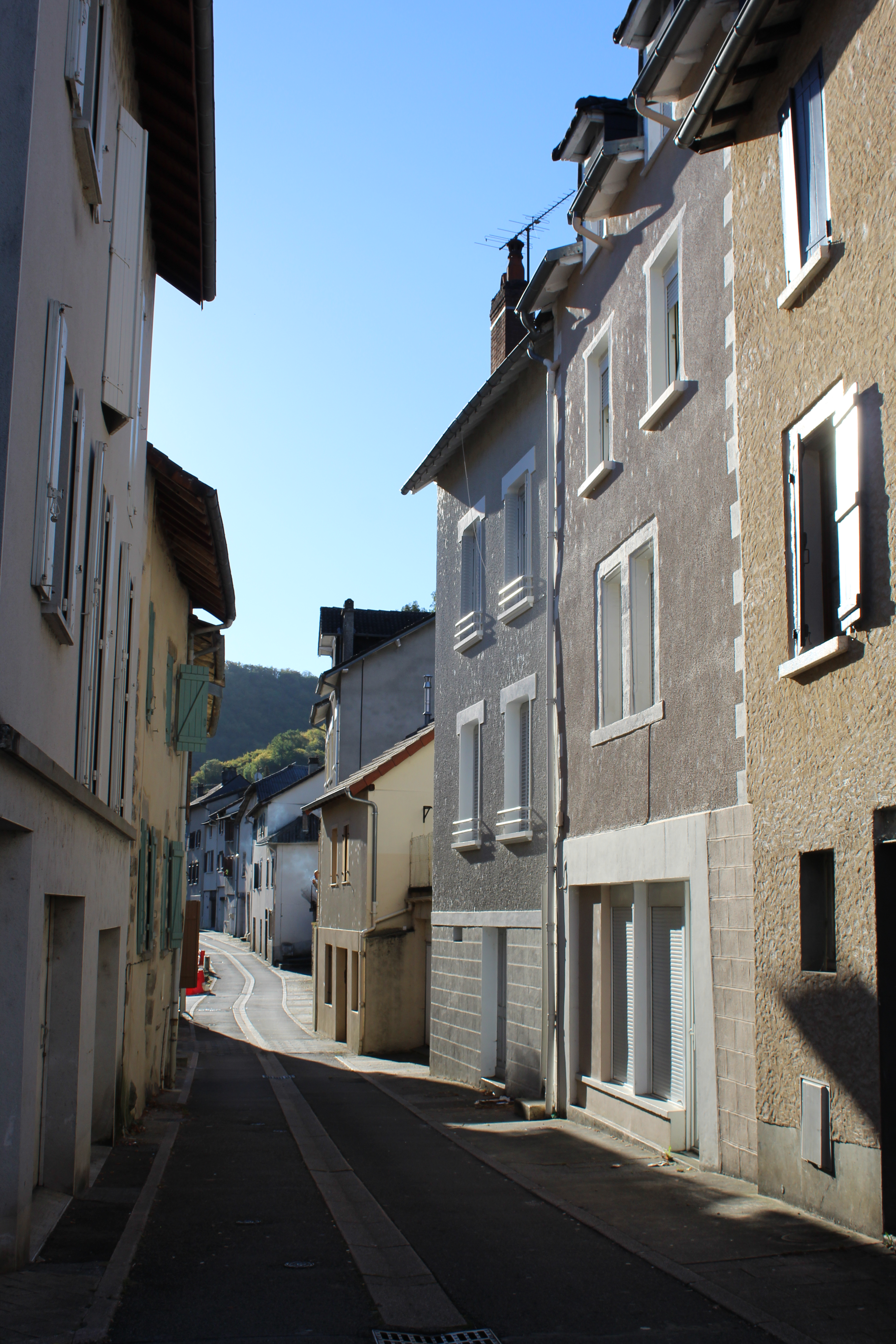
Vieille rue.
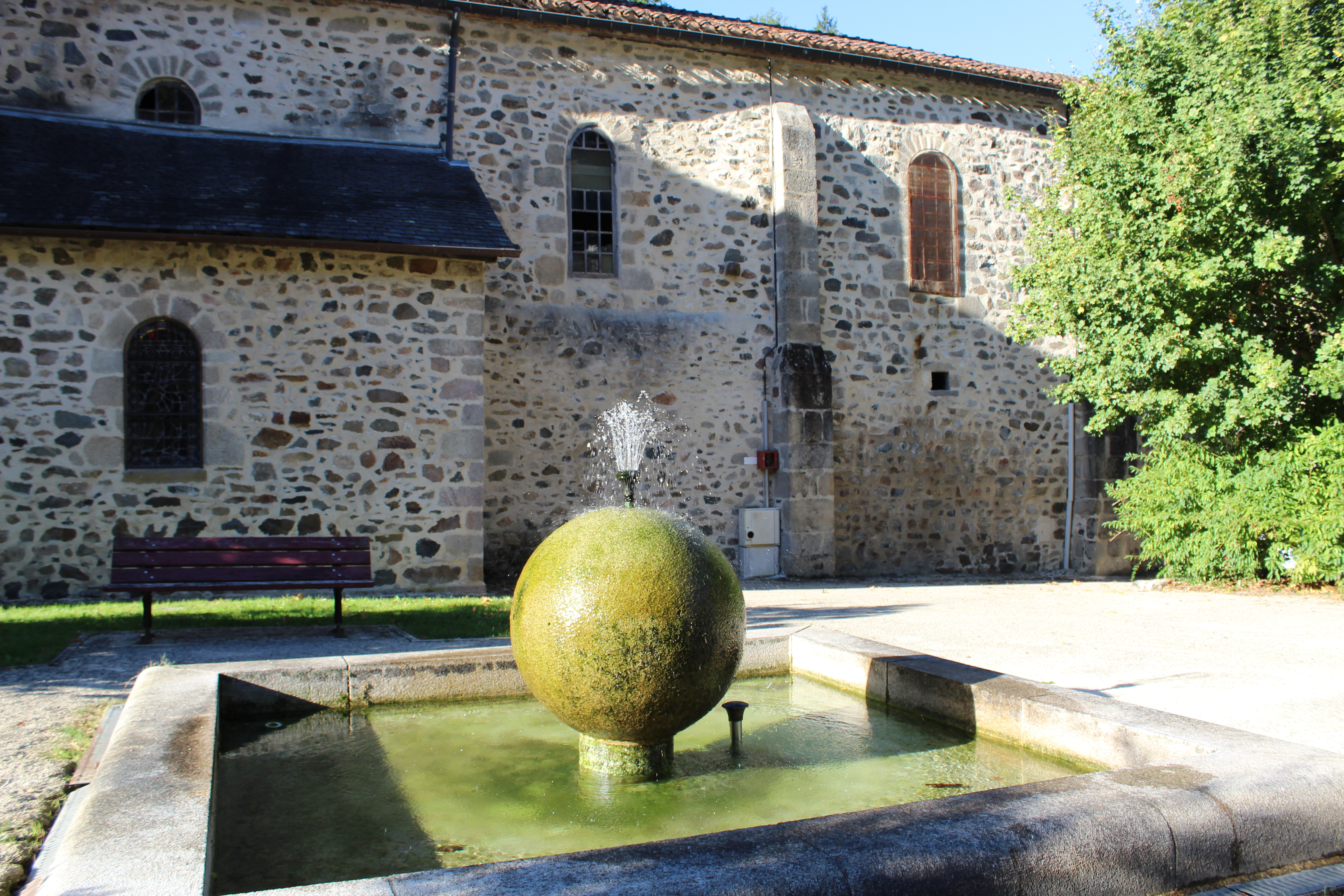
La fontaine de l'église.
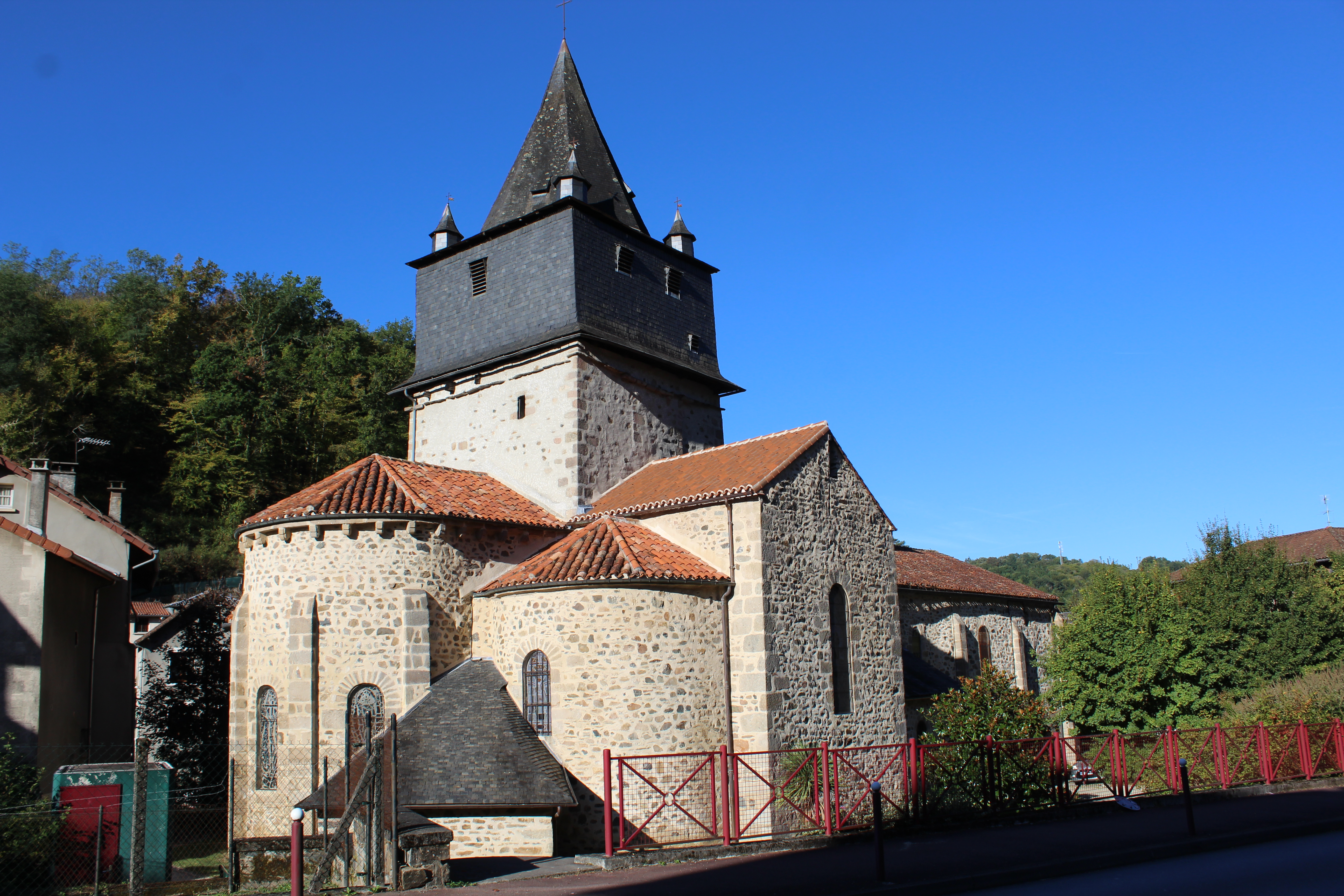
L'église Saint-Martin
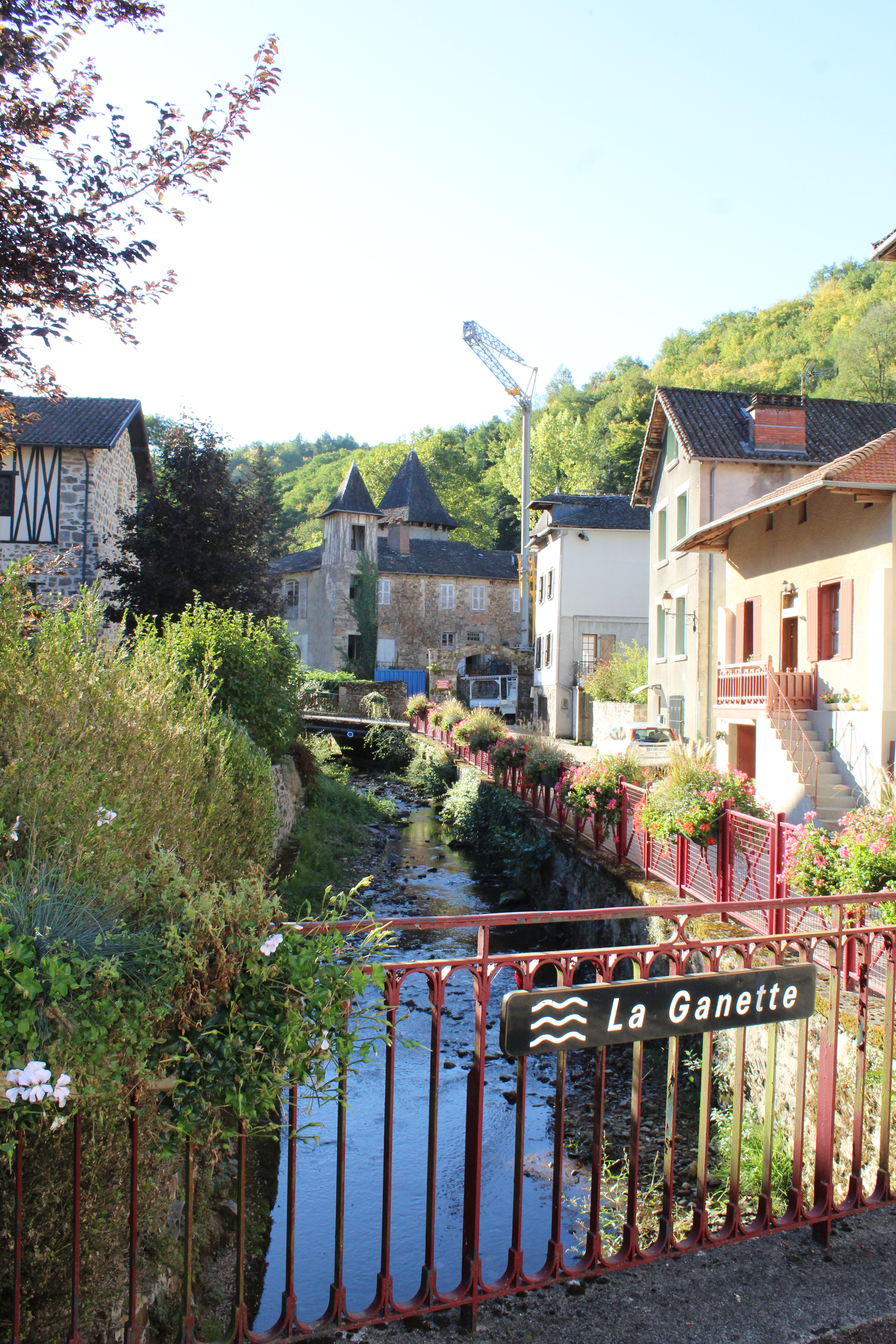
La Ganette.

## Personnalités liées à la commune
- Guillaume Sudre, évêque de Marseille de 1361 à 1366, puis cardinal de 1366 à sa mort survenue à Avignon le 28 septembre 1373, est né à Laguenne[réf. nécessaire].

- Louis Pimont, est un homme politique français né le 20 février 1905 à Laguenne en Corrèze, membre du Parti socialiste. Maire de Bergerac (de 1967 à 1975) et député de la Dordogne (de 1962 à 1968 et 1973 à 1975). Il est décédé le 9 novembre 1975 à Bordeaux (Gironde)[8].

## Héraldique
| Blason de Laguenne | Blason  | De gueules à la bande chevronnée de sable et d'argent de dix pièces, au franc-canton senestre échiqueté de gueules et d'or. |
| Blason de Laguenne | Détails | Le statut officiel du blason reste à déterminer.                                                                            |